# بول غوما
بول غوما (2 أكتوبر 1935 - 25 مارس 2020) هو كاتب روماني، اشتهر بانشقاقه ومعارضته للنظام الشيوعي القائم في رومانيا قبل سنة 1989.

## روابط خارجية
- بول غوما على موقع IMDb (الإنجليزية)
- بول غوما على موقع مونزينجر (الألمانية)